# Белиње (Атлантска Лоара)
Белиње (фр. Belligné) насеље је и општина у западној Француској у региону Лоара, у департману Атлантска Лоара која припада префектури Ансани.
По подацима из 2011. године у општини је живело 1759 становника, а густина насељености је износила 53,63 становника/km². Општина се простире на површини од 32,8 km². Налази се на средњој надморској висини од 62 метара (максималној 94 m, а минималној 47 m).

## Демографија
| 1962. | 1968. | 1975. | 1982. | 1990. | 1999. | 2011. |
| ----- | ----- | ----- | ----- | ----- | ----- | ----- |
| 1.372 | 1.418 | 1.292 | 1.324 | 1.430 | 1.451 | 1.759 |